# Андрієвська Ніна Костянтинівна
Ні́на Костянти́нівна Андріє́вська (20 грудня 1927[джерело?] — 14 червня 2014, Київ, Україна) — українська композиторка, музикознавиця , журналістка, редакторка, радіокоментаторка, музично-громадська діячка. Заслужена журналістка УРСР (1983). Заслужена діячка мистецтв України (1998).

## Життєпис
1950 року закінчила Київське музичне училище ім. Р.М. Глієра з відзнакою.
1952 року закінчила Київський педінститут ім. М. Горького, 1954 — Київську консерваторію ім. П. І. Чайковського, 1970 — аспірантуру при ній. З 1953 по 2000 працювала на Українському радіо: відповідальною редакторкою, старшою редакторкою, завідувачкою відділу, головною редакторкою, радіокоментаторкою музичних програм.
Була членкинею Національної спілки журналістів України з 1957 року, членкинею Національної спілки композиторів з 1968 року.

## Державні нагороди
- Грамота Президії Верховної Ради України (1969)
- медаль «За доблесну працю» (1971)
- медаль «В пам'ять 1500-річчя Києва» (1983)
- медаль «Ветеран праці» (1985) та ін., а також ряд нагород, дипломів, почесних грамот, подяк тощо (близько 35).

Лауреатка Міжнародного конкурсу композиторів (Москва, 1972), лауреатка Українського творчого конкурсу на найкращий твір року (Київ, 1973), Відмінниця культурного шефства над збройними силами України (1976).

## Твори
Хори (у супроводі симфонічного оркестру, фортепіано): «Подвиг батьків», «Пам'ятайте завжди», «Три шляхи», «Лети, весняний вітер», «Вітчизно-мати», «Збережемо мир» та інші, вокально-інструментальні ансамблі, романси, солоспіви, пісні, обробки народних пісень; твори для естрадного оркестру, бандури, акордеона, фортепіано; музика для дітей та ін. Автор популярної пісні на слова поетеси Лади Реви «Якби я вміла вишивать», яка увійшла до репертуару близько 50-ти народних і заслужених артисток.
Написані нею твори виконували Костянтин Огнєвий, Дмитро Гнатюк, Бела Руденко, Юрій Гуляєв, Лев Лещенко, Раїса Кириченко, Діана Петриненко, Анатолій Мокренко Фемі Мустафаєв,ЛідіяЗабіляста 
та інші.
Її твори надруковані у видавництвах «Музична Україна», «Мистецтво», «Советский композитор» (Москва), а також на сторінках журналів та газет. Є авторська грамплатівка пісень, видана фірмою грамзапису «Мелодія» (Москва), а також авторська аудіокасета «Якби я вміла вишивать», видана у США.
Авторка книги «Дитячі опери М. Лисенка» та статей, рецензій в журналах, газетах, енциклопедіях, збірках, радіобесід (понад 500).